# Neonitocris sibutensis
Neonitocris sibutensis là một loài bọ cánh cứng trong họ Cerambycidae.